# Йоркский университет (Канада)
Йоркский университет (англ. York University; фр. Université York) — канадское государственное высшее учебное заведение. Расположен в городе Торонто провинции Онтарио. Третий по величине университет Канады.
В настоящее время в Йоркском университете обучается до 50 тысяч студентов. Штат состоит из 7 тысяч членов профессорско-преподавательского и служебного состава. Выпускниками являются 200 тысяч человек по всему миру. Университет состоит из 10 подразделений, в том числе Школы бизнеса им. Шулиха, Юридической школы Осгуд-Холла, двуязычного Глендон-Колледжа, Отделения изящных искусств и Отделения исследований окружающей среды, и 24 научно-исследовательских центров.
Будучи сравнительно молодым учебным заведением, Йоркский университет тем не менее сумел завоевать отличную репутацию в сфере преподавания права и менеджмента (имеется возможность получить смежные степени в этих областях совместно с Нью-Йоркским и Северо-западным университетами). Университет участвует в Канадской космической программе. Отделение естественных наук и инженерии Йоркского университета является основным научно-исследовательским учреждением Канады в области освоения Марса. Ему принадлежит разработка ряда технологий и методик, ныне использующихся НАСА.

## История
Йоркский университет (сокращённо — Йорк) был основан в 1959 году как автономное училище при Торонтском университете и открыл двери для первых 76 студентов в сентябре 1960 года. Осенью 1961 года университет обзавёлся собственным кампусом (на месте современного Глендон-колледжа). В 1965 году Йорк стал независимым вузом. В том же году был основан головной кампус на северной окраине Торонто.
Обучение предлагается на очной и заочной основе с перспективой присвоения степеней бакалавра и магистра, а также доктора философии (высшая в Северной Америке, эквивалентна степени кандидата наук, не имеет отношения к философии как дисциплине). Также предлагается обучение без присуждения учёной степени.

## Структура
Йоркский университет состоит из следующих подразделений:
- Отделение свободных искусств и прикладных наук (англ. Faculty of Liberal Arts and Professional Studies; фр. Faculté des arts liberaux et des sciences professionnelles), общеобразовательное подразделение, предлагающее наибольший выбор учебных направлений. Образовано в 2009 году в результате слияния дневного Отделения искусств с вечерним Отделением гуманитарных и прикладных наук им. Аткинсона.[3]
- Юридическая школа Осгуд-Холла (англ. Osgoode Hall Law School; фр. École de droit Osgoode Hall), одно из старейших и наиболее престижных юридических учебных заведений Канады. Основана в 1889 году как независимый вуз. В 1969 году стала дочерним учреждением Йоркского университета.
- Школа бизнеса им. Шулиха (англ. Schulich School of Business; фр. École des hautes études commerciales Schulich), основана в 1966 году. Названа в честь канадского бизнесмена и мецената Сеймура Шулиха. Предлагает высшее образование (бакалавриат и магистратура) в области управления. Школа признана лучшим учебным заведением своего рода в Канаде и вошла в двадцатку лучших бизнес-школ мира (11-е место), по данным Уолл Стрит Джорнал на 2007 год.[4]
- Школа инженерии им. Лассонда (англ. Lassonde School of Engineering; фр. École de génie Lassonde), образована в 2011 году, позже включила в себя инженерные факультеты Отделения естественных наук.
- Школа искусств, медиа, исполнительского искусства и дизайна (англ. School of the Arts, Media, Performance and Design; фр. École des arts, des médias, de l'animation et du design), прежнее название — Отделение изящных искусств; единственный институт в Онтарио, специализирующийся на подготовке студентов в эстетических видах искусства. Основан в 1968 году. Старейший и крупнейший институт Канады, присваивающий степень в танцевальном искусстве.
- Глендон-Колледж (англ. Glendon College; фр. Collège universitaire Glendon) — двуязычный институт свободных искусств. Функционирует как отдельный кампус и осуществляет самостоятельный приём студентов. Является одним из немногих университетских и внутриуниверситетских учреждений Канады, где студенты обязаны получить образование на обоих официальных языках страны — английском и французском.
- Отделение педагогики (англ. Faculty of Education; фр. Faculté des sciences de l'éducation).
- Отделение исследований окружающей среды (англ. Faculty of Environmental Studies; фр. Faculté des études environnementales).
- Отделение естественных наук (англ. Faculty of Science; фр. Faculté des sciences). Йорк — единственный университет в Канаде, подготавливающий как бакалавров, так и магистрантов в области метеорологии.
- Отделение здравоохранения (англ. Faculty of Health; фр. Faculté de la santé), основано в 2006 году.
- Отделение дипломных исследований (англ. Faculty of Graduate Studies; фр. Faculté des études supérieures) — магистратура и аспирантура.

Научно-исследовательские институты включают Йоркский институт социальных исследований, Центр публичного права и публичного порядка, Центр землеведческих и атмосферных исследований, Центр канадоведения им. Робартса, Центр практической этики, Центр феминистских исследований, Канадский центр германистики и европоведения, Центр иудаистики и др.
В университете функционирует 6 библиотек, в которых содержится более 6,5 миллионов материалов, в том числе 2 миллиона книг. Библиотека школы Осгуд-Холла содержит крупнейшую в Содружестве коллекцию юридической литературы. С 2009 года, по решению Парламента Онтарио, на территории Йорка располагаются Государственные архивы Онтарио.
Среди прочих достояний университета — Йоркская художественная галерея, Театр им. Сандры Фэр и Ивана Фецана (на 325 чел.), обсерватория, а также иммерсивное виртуальное пространство — «АЙВИ» (особая комната для исследования ориентирования человека в Космосе, восприятия притяжения и движения).

## Известные выпускники
- Малин Акерман, актриса и модель
- Луиза Арбур, Верховный комиссар ООН по правам человека (2004—2008)
- Марк Блювштейн, шахматный гроссмейстер
- Майкл Брук, гитарист-новатор, изобретатель, музыкальный продюсер и кинокомпозитор
- Брюс Ля Брюс, журналист, актёр, фотограф и кинорежиссёр
- Лаура Вандервурт, актриса
- Марк Ирвин, кинорежиссёр
- Туба Карадемир, фигуристка
- Джек Лэйтон, политик, лидер Новой демократической партии (2003—2011) и официальной оппозиции (2011)
- Рэйчел Макадамс, актриса
- Стивен Маклейн, космонавт, президент Канадского космического агентства
- Джей Мануэль, стилист, фотограф и ведущий
- Серджио Маркионне, управляющий автомобильной компанией Fiat
- Триш Стратус, спортсменка (борьба)
- Орест Субтельный, историк
- Джон Тори, политик, глава Прогрессивно-консервативной партии Онтарио (2004—2009)
- Джим Флаэрти, министр финансов Канады (с 2006)
- K’naan, рэпер
- Роберт Карсен, театральный и оперный режиссёр (учился, но не закончил)